# Mario Franjić
Mario Franjić (ur. 23 marca 1962 w Sarajewie w Sarajewie) – jugosłowiański, a później bośniacki bobsleista, dwukrotny uczestnik igrzysk olimpijskich (1984, 1998).
W 1984 roku wystąpił na igrzyskach olimpijskich w Sarajewie, zajmując 19. miejsce w czwórkach mężczyzn. Wraz z nim zaprezentowali się wówczas Zdravko Stojnić, Siniša Tubić i Nikola Korica, a jugosłowiański bob zajął 19. miejsce wśród 24 reprezentacji.
W lutym 1998 roku zaliczył drugi start olimpijski w karierze, występując na igrzyskach olimpijskich w Nagano. Podczas ceremonii otwarcia tych igrzysk pełnił rolę chorążego reprezentacji Bośni i Hercegowiny. Wystąpił w jednej konkurencji – czwórkach mężczyzn. Bośniacki zespół, w którym poza nim wystąpili Zoran Sokolović, Nihad Mameledzija i Edin Krupalija, zajął 25. miejsce, wyprzedzając sześć sklasyfikowanych bobów.